# Monotagma ovatum
Monotagma ovatum är en strimbladsväxtart som beskrevs av Hagberg. Monotagma ovatum ingår i släktet Monotagma och familjen strimbladsväxter. Inga underarter finns listade.